# Kitten Squad
Kitten Squad est un jeu d'action gratuit développé et édité par Nine Tails Digital en Amérique du Nord pour Windows, Nintendo Switch, PlayStation 4. Le jeu est édité par la PETA en Europe et est sorti en janvier 2017 sur Steam, le 29 mai 2018 et le 15 septembre 2015 sur PlayStation 4. SAGENCY a co-développé le jeu.
Le but de ce jeu est d'aller sauver des animaux kidnappés ou enfermés dans des endroits par des robots, en incarnant un chat.

## Système de jeu
Kitten Squad est un jeu dans lequel le joueur doit aller sauver des animaux kidnappés ou enfermés par des robots. Pour ce faire, le personnage dispose d'une arme de base au début d'un niveau, et il pourra trouver d'autres armes par terre dans les niveaux, qui ne seront utilisables seulement dans le niveau dans lequel le joueur a ramassé l'arme. Avec ces armes, le joueur peut tirer sur les robots avec les armes, et ainsi les détruire, pour aller sauver finalement un animal à la fin d'un niveau. Sur Nintendo Switch, le joueur peut se déplacer en utilisant le stick gauche, et le stick droit pour tirer. Le joueur peut aussi personnaliser son personnage, en achetant des nouvelles tenues ou des nouveaux chats/animaux.

## Accueil
- Metacritic : 5.1/10[4] pour la version Switch et 4,5/10[2] pour la version PS4.